# Wilhelm Norlén
Magnus Wilhelm Norlén, född den 23 mars 1826 i Stockholm, död den 31 oktober 1896 i Uppsala, var en svensk rektor, präst, folkskoleinspektör och tecknare.
Han var son till kammarrådet Gustaf Norlén och Katarina Krantz samt från 1871 gift med Henrika Carolina Ulf. Norlén avlade folkskollärarexamen 1859 och prästvigdes samma år. Han var därefter verksam som domkyrkoadjunkt och lärare i Uppsala. Han anställdes som lärare vid Uppsala folkskoleseminarium 1865 och från 1867 var han rektor där. Han var folkskoleinspektör i Uppsala län 1872-1878. 
Han författade bland annat de i en mängd upplagor utgivna Lärobok i modersmålet (1885-) samt tillsammans med Fredrik Lundgren Biblisk historia (1885-) och Bibliska berättelser (1888). Flera av Norlén läroböcker översattes till afrikanska språk och användes vid svenska missionsskolor. Vid sidan av sitt arbete var han verksam som tecknare och utförde landskapsskildringar i sepia eller tusch. Norlén är representerad vid bland annat Uppsala universitetsbibliotek.